# 義經記
《義經記》（ぎけいき）是以源義經及其追随者為中心的軍記物語。全8卷。作者、成立年代皆不詳，一般認為是在南北朝時代至室町時代初期写就。它影响了后世多种文艺作品，包括能劇、歌舞伎、人形淨瑠璃等。今天的義經和其周邊人物的形象大多根據《義經記》而來。

## 概說
作為「史料」的價値不高，分類上是軍記物語。日本文学学者冈见正雄认为，这部作品以《平家物语》为基础，作为一部军事史，描述了义经的成长和堕落，具有强烈的室町时代的元素。但是，不像《平家物語》把重點置於壯烈的戰爭時期，而是將重點置於義經的幼少期・出世・没落的時期，以源義經本身的故事為主軸，正如同標題的《義經記》。
民俗学家柳田国男指出，根据一些描述的细节和义经一行的非自然迂回行进，可以推测这部作品的每一部分都是由不同地区的不同作者写的。与镰仓、中山道和奥州街道附近的有关时宗寺庙，如长乐寺，可能参与了这个故事的普及。

## 關連圖像

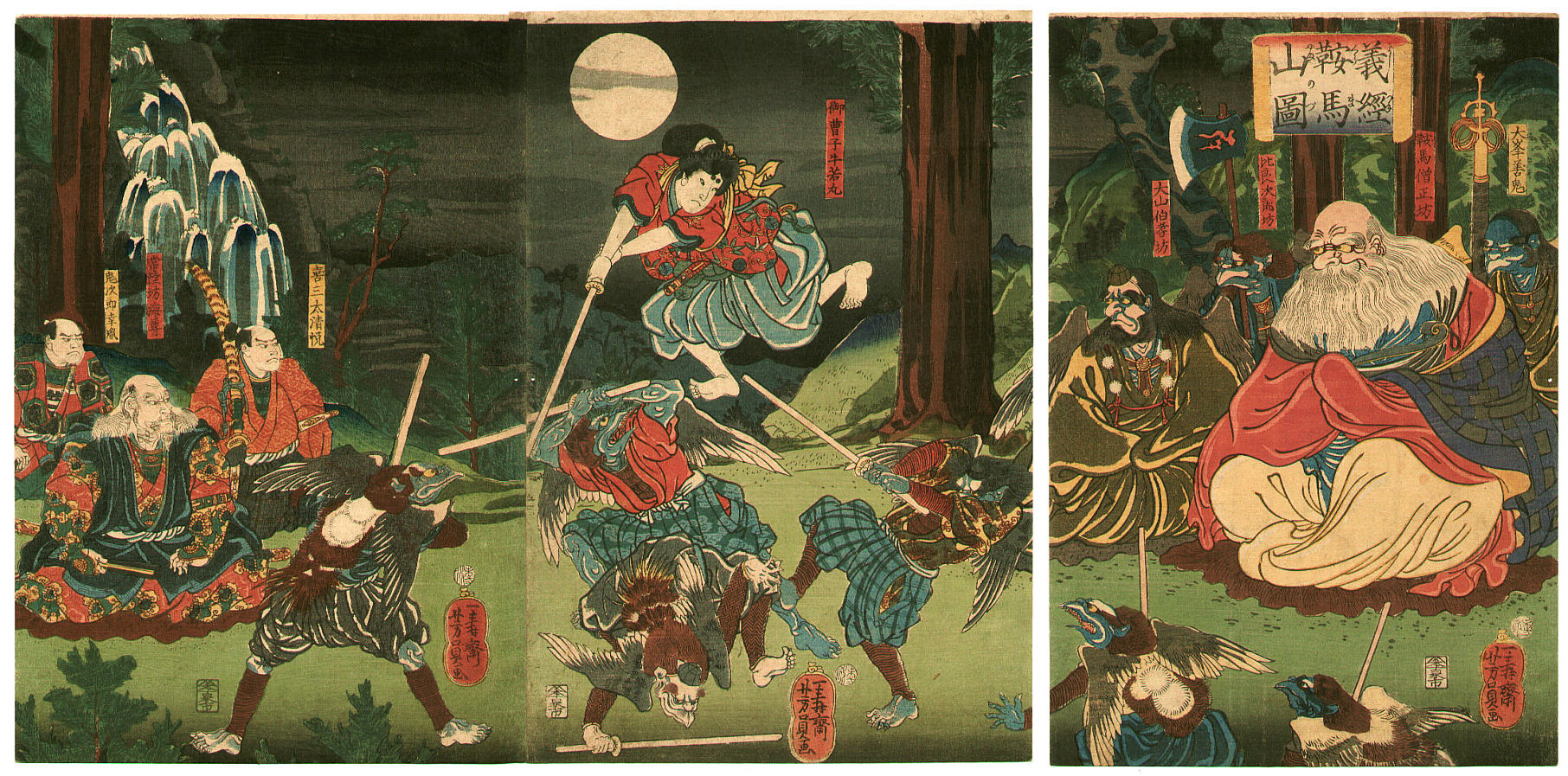
鞍馬山的修行
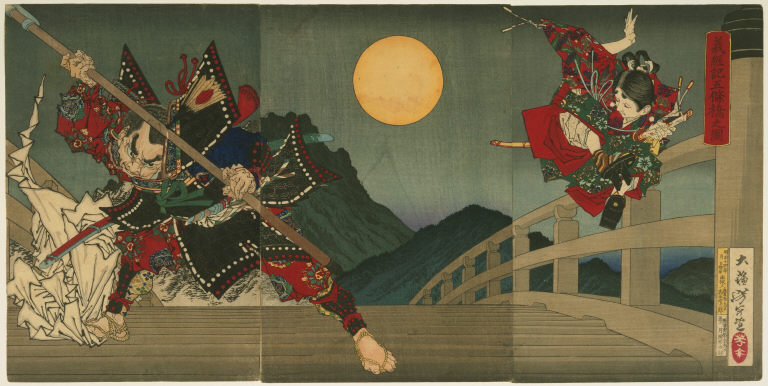
五條大橋
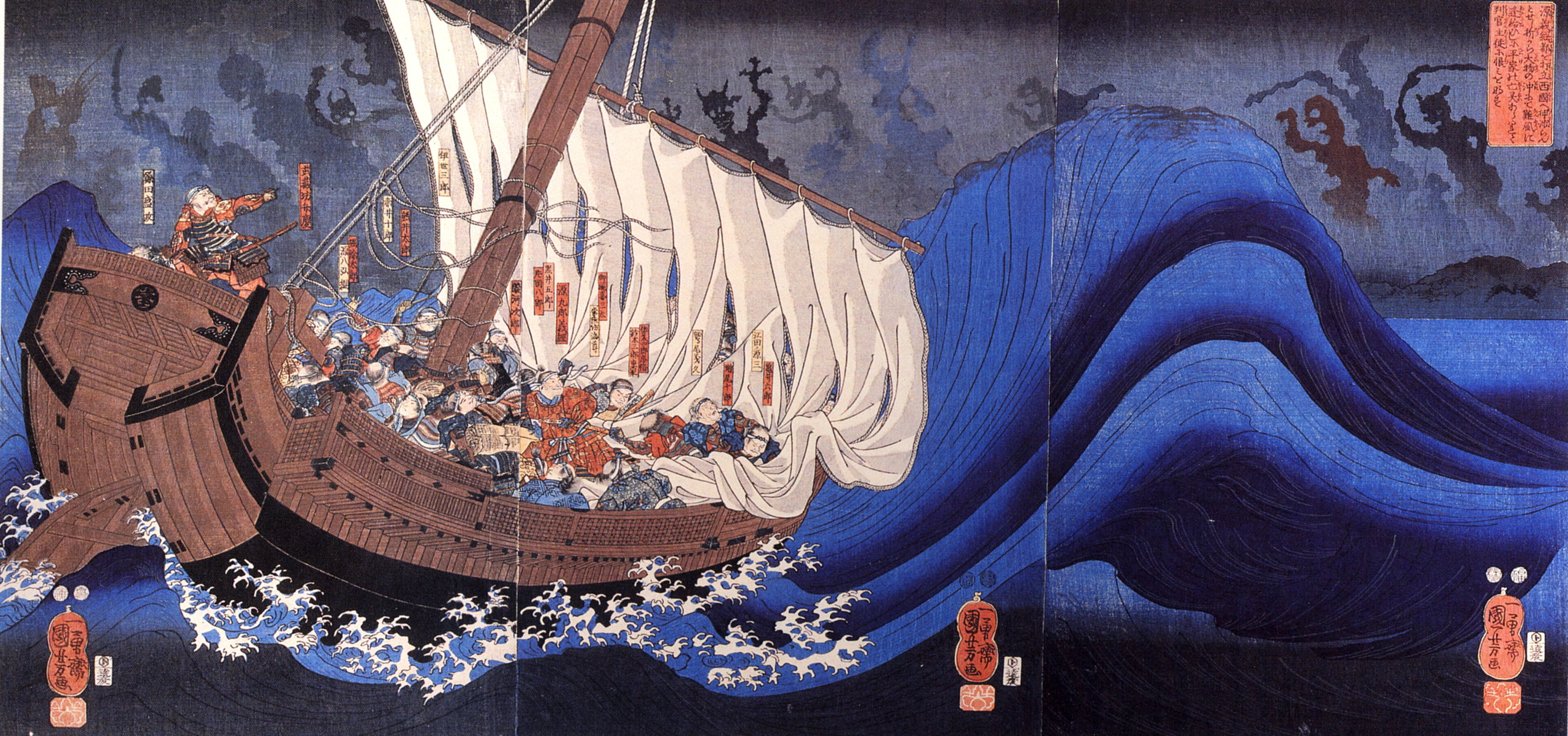
船辨慶

## 關連項目
- 十郎權頭兼房
- 源平盛衰記
- 平家物語
- 勸進帳
- 義經千本櫻

## 外部連結
- 義經記

1. ↑  岡見 1992、p. 5.
2. ↑  柳田, 国男, , 柳田國夫全集 初 (筑摩書房), 2005-03-25, 33: 345, ISBN 4-480-75093-2